# Marsala
Marsala (sicilià Marsala, tot i que en palermità Maissàla i en marsalès Massàla, en català medieval Marsara) és un municipi italià, situat a la regió de Sicília i a la província de Trapani. L'any 2007 tenia 82.390 habitants. Limita amb els municipis de Mazara del Vallo, Petrosino, Salemi i Trapani.
El descobriment de dos vaixells púnics del segle iii aC enfonsats a prop de Marsala, que semblen ser vaixells auxiliars, ja que són petits (30 m) i no porten esperó, ha permès estudiar la tècnica de construcció naval de la marina cartaginesa.

## Administració
| Període               | Identitat           | Partit o institució | títol                                                                             |
| --------------------- | ------------------- | --- | --------------------------------------------------------------------------------- |
| 30/05/2007-22/05/2012 | Lorenzo Carini      | Il Popolo della Libertà (Poble de la Llibertat) fusió és absorbida per Forza Italia (Força Itàlia) | alcalde                                                                           |
| 23/05/2012-18/07/2014 | Giulia Maria Adamo  | coalició de centro-sinistra (Centreesquerra): MPA Movimento per le Autonomia (Moviment per l'Autonomia) - Lista Civica (llista cívica) - Partito Democratico (Partit Democràtic) - UDC Unione di Centro (unió central) | alcalde                                                                           |
| 05/08/2014-15/06/2015 | Giovanni Bologna    | Oficina Territorial del Govern - Prefectura de Trapani | Primer ciutadà protempore - Comissionat especial per a la prefectura d'emergència |
| 15/06/2015            | Alberto Di Girolamo | Partito Democratico (Partit Democràtic) PSI Partito Socialista Italiano (Partit socialista italià) Democratici per Marsala (Demòcrates per Marsala) Cambiamo Marsala (Canviem Marsala)                                 | alcalde                                                                           |

## Galeria d'imatges

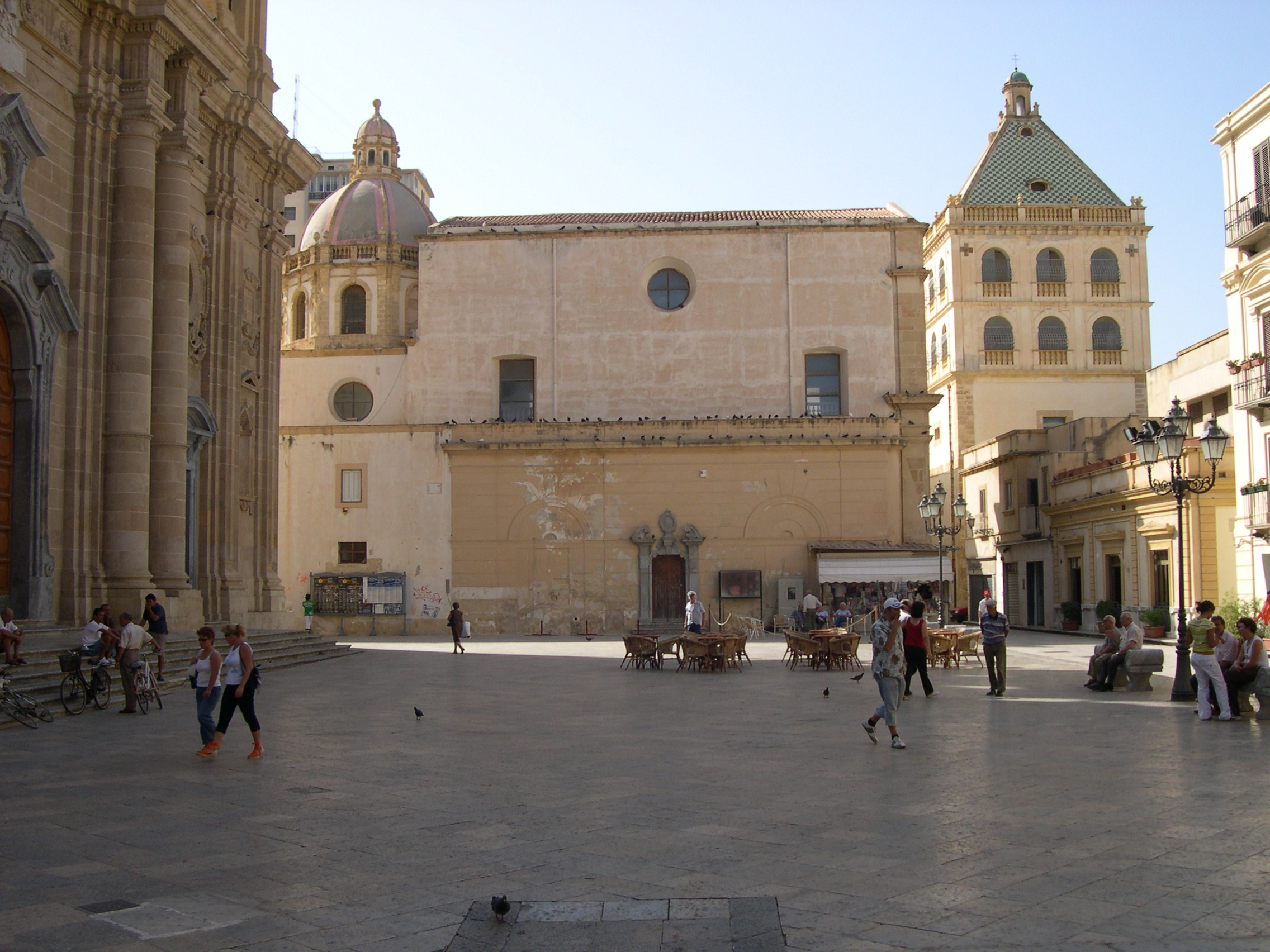
Plaça de la República
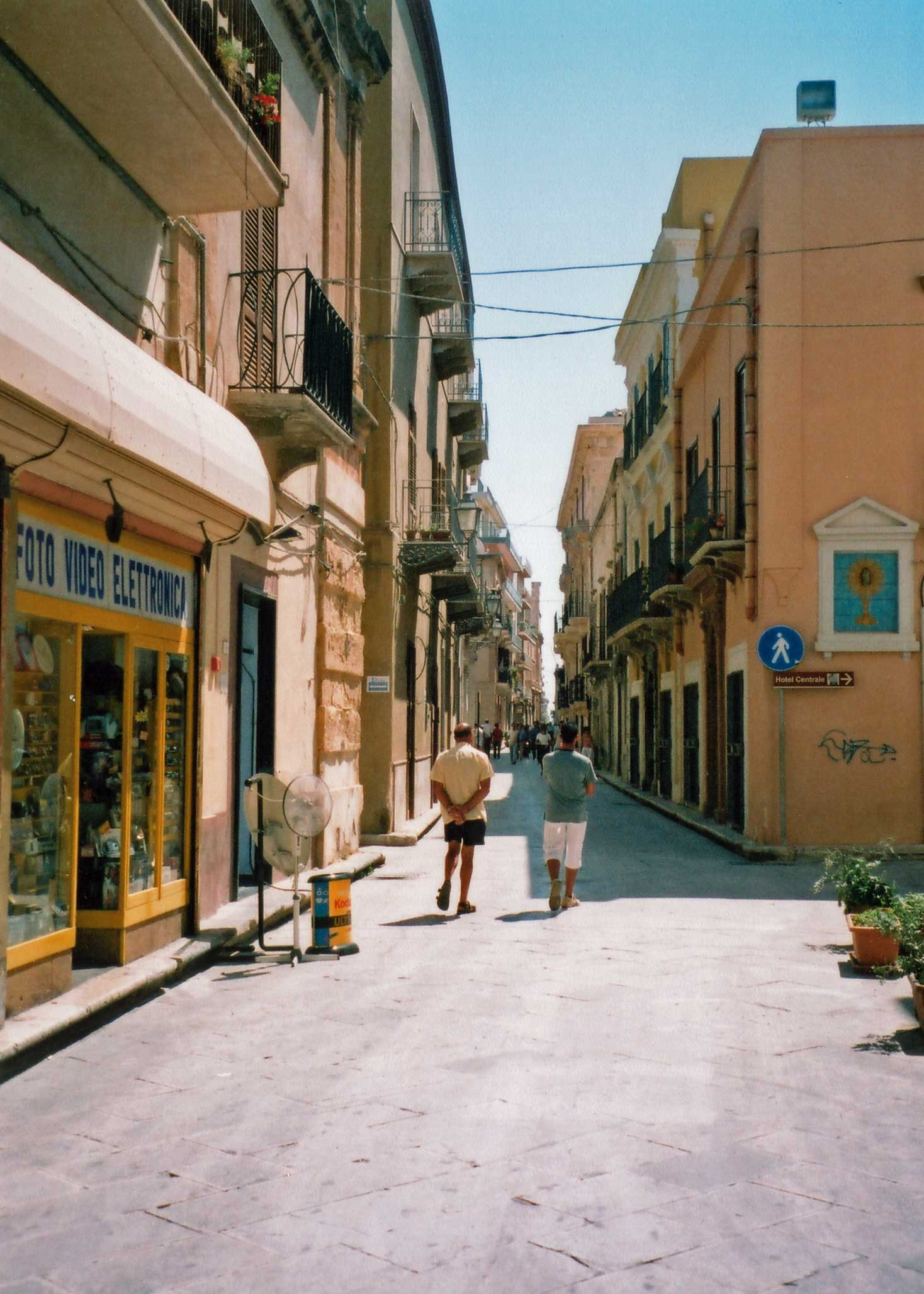
Il Cassaro
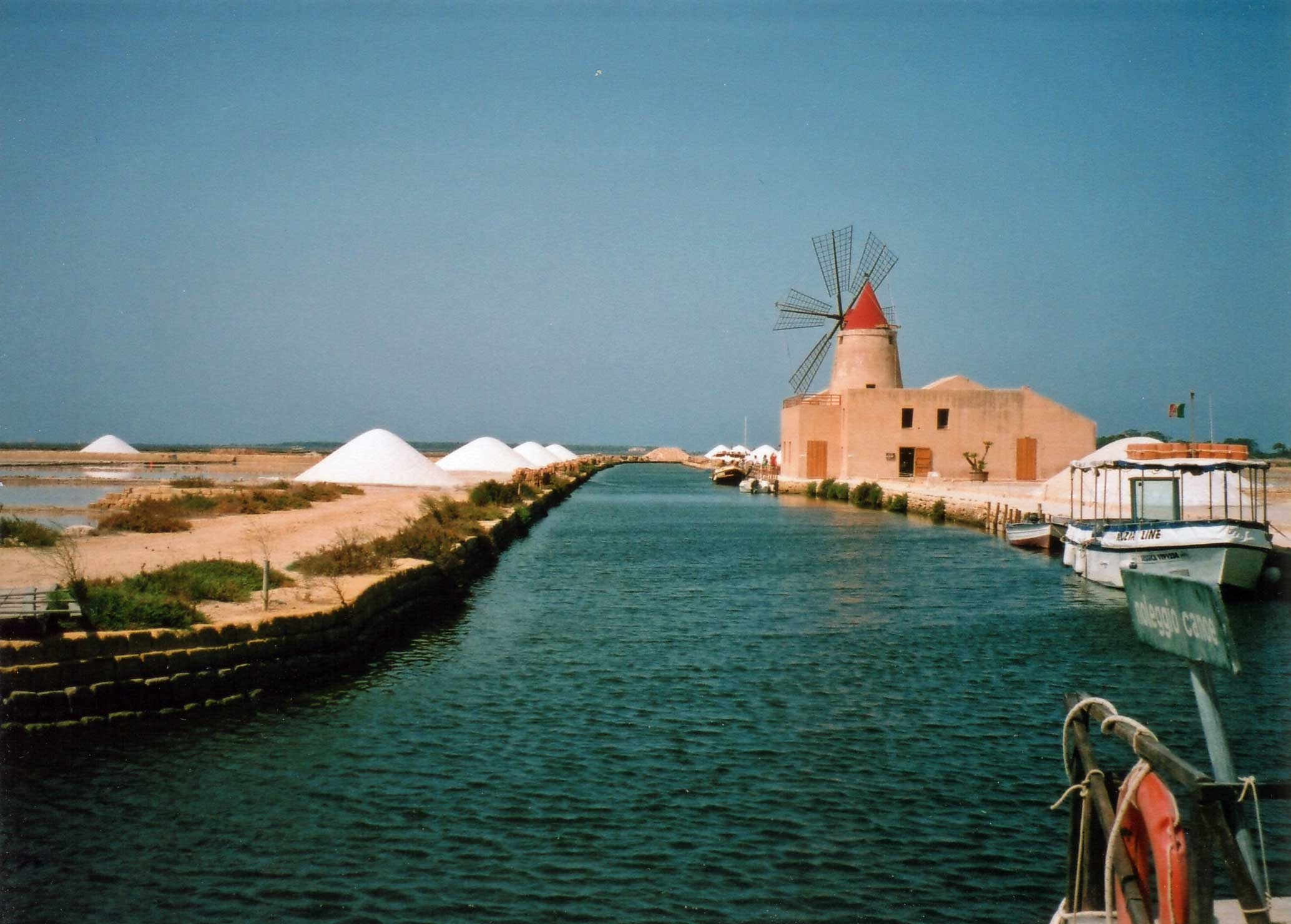
Saler i molí de vent